# Commission militaire de Guantánamo

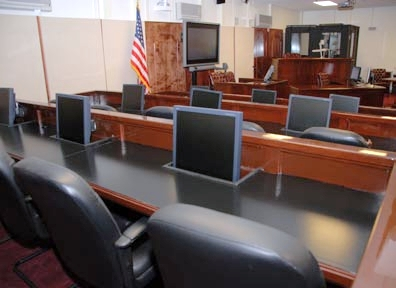
Salle d'audience d'une commission militaire de Guantánamo

Les commissions militaires de Guantánamo sont des tribunaux d'exception, créés par un ordre exécutif du 13 novembre 2001 du président George W. Bush. Présidées par des juges militaires, elles ont pour fonction de juger, en dehors du cadre judiciaire ordinaire des États-Unis, les détenus du camp de Guantanamo, et, plus largement, tous les détenus qui, selon l'administration Bush, seraient liés à Al-Qaïda. Vingt et un des 245 détenus de Guantanamo étaient inculpés en février 2009, dont 14 ont été renvoyés devant un juge, selon le Pentagone . Néanmoins, le premier geste du président Barack Obama a été de décréter la suspension des jugements en cours, ainsi que la fermeture du centre de Guantanammo.

## Hamdan v. Rumsfeld (juin 2006)
Le 29 juin 2006, la Cour suprême déclarait les commissions militaires illégales, dans le cadre de l'arrêt sur l'affaire Hamdan v. Rumsfeld, opposant Salim Hamdan à Donald Rumsfeld. En raison du War Crimes Act de 1996, ce jugement exposait l'administration Bush à des poursuites pour crime de guerre au cas où elle persistait à juger les détenus de Guantanamo par ces modalités extra-judiciaires.

## Military Commission Act (septembre 2006)
Aussi, à la suite de ce désaveu de l'exécutif de la part de la Cour suprême, le Congrès américain vota le 28 et 29 septembre 2006 le Military Commission Act de 2006 afin de renverser la décision de la Cour. Cette loi crée, de façon législative (et non plus par un simple décret présidentiel), le statut de « combattant ennemi illégal », ce qui ne donne ni droit aux protections accordées par les conventions de Genève, ni droit à un procès ordinaire pour les droits communs.
Mais la loi de 2006 fut à nouveau contesté par la Cour suprême, lors de Boumediene v. Bush (12 juin 2008), celle-ci considérant qu'elle ne garantissait pas suffisamment l'habeas corpus,.

## Liste d'accusés
- Khalid Cheikh Mohammed (Koweïtien)
- Abd al-Rahim al-Nashiri (accusé d'avoir organisé l'attentat de 2000 contre l'USS Cole)
- David Hicks (en) (Australien)
- Salim Hamdan (Yéménite)
- Ali al-Bahlul (Yéménite)
- Ibrahim al Qosi (Soudanais)
- Omar Khadr (Canadien)
- Sufyian Barhoumi (Algérien)
- Ghassan al-Shirbi (Saoudien)
- Jabran al-Qahtani (Saoudien)
- Benyam Mohammed (Éthiopien)
- Abdul Zahir (Afghan)
- Mohamed Jawad (Afghan)

## Administration Obama
Le 22 janvier 2009, premier jour de son mandat, le nouveau président Barack Obama décréta un ordre exécutif demandant au secrétaire à la Défense de prendre immédiatement les mesures nécessaires afin qu'aucune accusation supplémentaire ne soit portée contre les accusés, et demandant aussi la suspension immédiate du travail des commissions militaires lorsqu'aucun jugement n'avait encore été rendu. Les jugements, y compris des personnes accusées dans le cadre des enquêtes sur les attaques du 11 septembre 2001, devaient être suspendus pour une durée de 120 jours.
Le deuxième jour de son mandat, Obama signa le décret fermant le centre de détention de Guantánamo.
Néanmoins, James Pohl, le juge militaire chargé du procès Al-Nashiri, refusa de se soumettre aux directives de l'administration Obama en ce qui concerne le procès d'Abd al-Rahim al-Nashiri, accusé d'avoir organisé l'attentat de 2000 contre l'USS Cole, au Yémen. Capturé fin 2002, Al-Nashiri fut transféré, en dehors de tout cadre judiciaire, au centre de détention de Guantanamo fin 2006, puis accusé en décembre 2008 par une commission militaire,. Cependant, Susan Crawford, la magistrate chargée de superviser les juridictions militaires de Guantanamo, a finalement décidé de suspendre les charges pesant contre lui, « sans préjudice » (c'est-à-dire qu'elles pourront être reprises), interrompant ainsi la procédure comme le demandait le président Obama.